# Owen Wister
Owen Wister född 14 juli 1860, död 21 juli 1938, var en amerikansk författare av så kallad westernlitteratur och var en av de första som skrev inom denna genre.  

## Biografi

### Uppväxt
Wister föddes 14 juli 1860 i Germantown. Hans far, Owen Jones Wister, var en välbärgad fysiker och hans mor, Sarah Butler Wister, var dotter till skådespelaren Fanny Kemble.

### Utbildning
Han studerade vid skolor i Schweiz och Storbritannien och senare vid St. Paul's School i Concord, New Hampshire och Harvard University i Cambridge, Massachusetts där han var klasskamrat med Theodore Roosevelt, en redaktör för Harvard Lampoon och en medlem av Delta Kappa Epsilon. Wister tog examen vid Harvard 1882.
Till att börja med tänkte han sig en karriär inom musiken och ägnade två år åt att studera vid ett konservatorium i Paris. Därefter arbetade han vid en bank i New York innan han startade juridikstudier vid Harvard Law School, vilka han avslutade 1888. Efter detta arbetade han vid ett företag i Philadelphia, men fann aldrig något riktigt intresse i juristkarriären. Han var dock intresserad av politik och var en pålitlig uppbackare av Theodore Roosevelt. På 1930-talet var han motståndare till Franklin D. Roosevelt och hans så kallade New Deal.

### Författarkarriär
Wister hade tillbringat många somrar i den amerikanska västern, han gjorde sin första resa till Wyoming 1885. Precis som sin vän Teddy Roosevelt, var Wister fascinerad av kulturen, växterna och regionens terräng. På ett besök i Yellowstone nationalpark 1893 mötte Wister westernartisten Frederic Remington, och de kom att bli livslånga vänner. När han började skriva, var det naturligt att han drogs mot fiktion som utspelade sig i västern. Wisters mest kända verk är romanen The Virginian, 1902, som är en löst sammansatt historia om en cowboy, som ställs mot en mytologiserad version av Johnson County War och tar jordägarnas parti. Boken är dedicerad till Theodore Roosevelt. Wister omarbetade sedan berättelsen till pjäsen The Virginian, som hade premiär på Broadway 1904.

### Liv
1898 gifte sig Wister med sin kusin Mary Channing. Paret fick sex barn. Wisters fru dog i barnsäng 1913. Själv dog Wister i sitt hem i Saunderstown, Rhode Island. Han är begravd på Laurel Hill Cemetery i Philadelphia.

## Arvet efter Wister

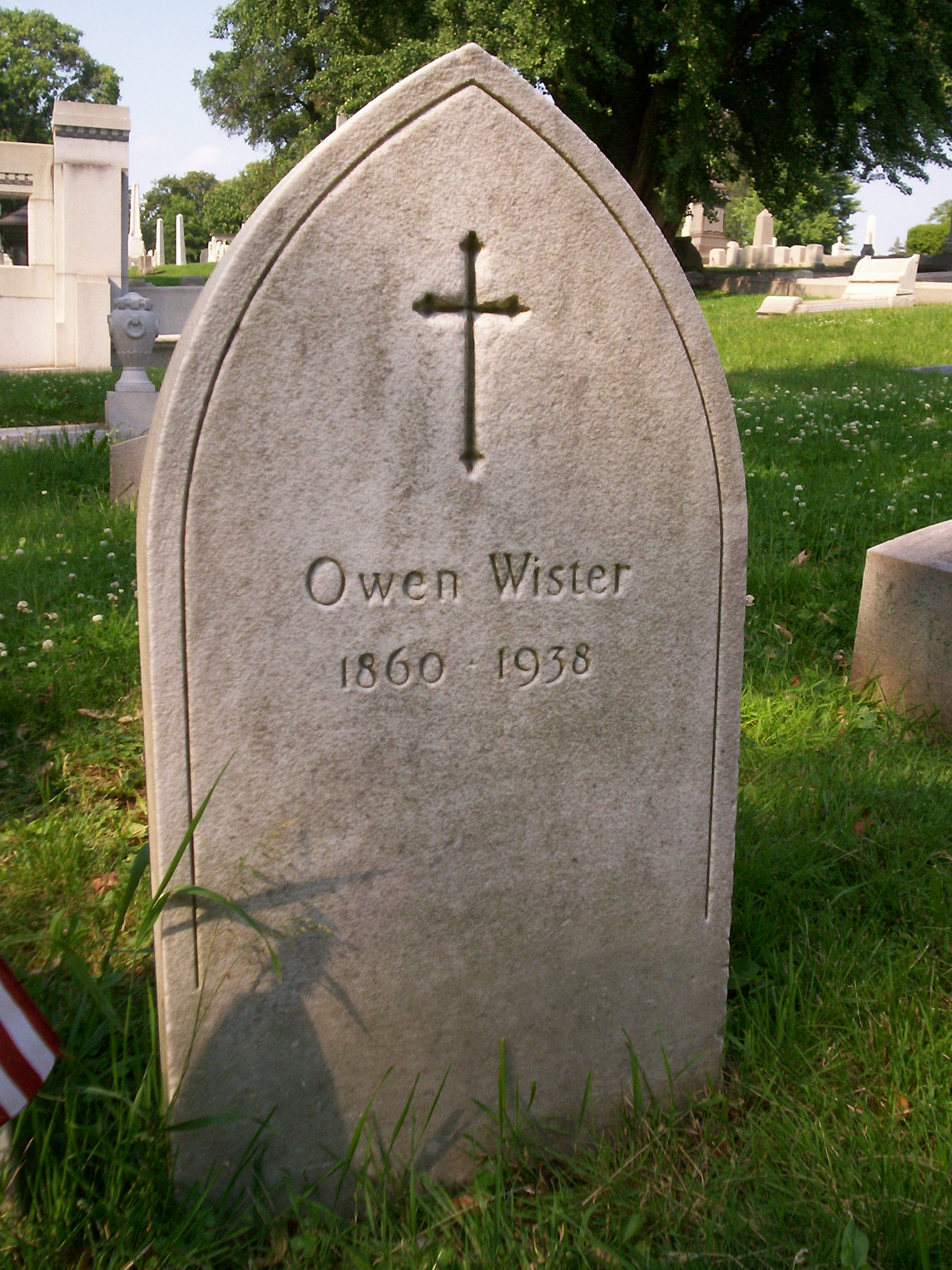
Gravsten över Owen Wister, Laurel Hill Cemetery

Sedan 1978 har litteratur- och konstmagasinet Owen Wister Review årligen givits ut vid University of Wyoming. Magasinet publicerades vartannat år fram till 1996. Den blev våren 1997 en årlig publikation.
Precis vid gränsen till västern vid Grand Teton National Park, finns ett berg kallat Mount Wister namngivet efter Owen Wister.